# Слива Гондуїна
Слива Гондуїна, вишня Гондуїна, вишні-дюки, дюки (Prunus ×gondouinii), у ЗМІ зустрічається назва черевишня — вид квіткової рослини родини Rosaceae. Це гібрид  черешні (Prunus avium) та вишні (Prunus cerasus).
Цей вид мав різні назви, такі як Prunus acida Dum, Cerasus regalis, P. avium ssp. regalis, але найчастіше вживається назва Prunus ×gondouinii Rehd. Французькою мовою існує назва Cerisier intermédiaire (перекладається як вишня проміжна), а англійською мовою – загальний термін duke cherry у Flora Europaea. Таксон названо на честь Ґондуїна, садовника Людовика XV, який вирощував гібриди вишні та черешні. Назва сільськогосподарської культури дюки походить від назви сорту May Duke. 

## Каріотип
Це алотетраплоїдний вид (AAAF). Prunus avium є диплоїдним видом (AA, 2n = 2x = 16), Prunus cerasus є тетраплоїдним видом (AAFF, 2n = 4x = 32), утвореним в результаті природної гібридизації між P. avium та P. fruticosa (FFFF, 2n = 4x = 32). P. × gondouinii Rehd. відповідно є тетраплоїдним видом (AAAF, 2n = 4x = 32) в результаті гібридизації Prunus avium та Prunus cerasus L..

## Опис
P. ×gondouinii – це чагарник, який може досягати 6 метрів у висоту. Листя блискуче, темнозелене. 
Рясне біле цвітіння відбувається до появи листя, у квітні-травні.
Цей чагарник дає ягоди 9-11 г з м’якою м’якоттю, які використовуються в їжу сирими та в кулінарії.

## Культура
P. ×gondouinii віддає перевагу добре дренованим ґрунтам, сонячним місцям, захищеним від вітру. Розмножується поділом рослини або щепленням, хоча можуть приживатись живці з м'якої деревини на початку літа.
Генетичний аналіз маркерів AFLP виявив деякі специфічні помилки класифікації: Anglaise Hâtive (May Duke, Royale Hâtive) більше не відноситься до P. ×gondouinii, натомість його віднесено до P. avium ; навпаки, сорти Gros Guin de Cœur, який відносили до  P. avium, та Guin des Charantes невідомої видової приналежності, віднесені до P. ×gondouinii. Аналогічно,  griotte de Provence та сорт guigne Boissière, які раніше відносили до P. cerasus, віднесені до P. ×gondouinii.